# Biesdorf (Wriezen)
Biesdorf ist ein Ortsteil der Stadt Wriezen im Landkreis Märkisch-Oderland in Brandenburg. 

## Geografie
Der Ort liegt westlich der Kernstadt Wriezen. Östlich verläuft die B 167, südöstlich die Landesstraße L 33 und südlich die L 341. Nordöstlich und südöstlich von Biesdorf erstreckt sich das rund 140 ha große Naturschutzgebiet Trockenrasen Wriezen und Biesdorfer Kehlen.

## Geschichte

### Eingemeindungen
Am 1. Januar 1974 erfolgte der Zusammenschluss der damals selbständigen Gemeinde Biesdorf mit Lüdersdorf zu Lüdersdorf/Biesdorf. Diese Gemeinde wurde am 31. Dezember 1997 nach Wriezener Höhe eingemeindet. Diese Gemeinde wurde am 26. Oktober 2003 in die Stadt Wriezen eingegliedert.

## Sehenswürdigkeiten
- In der Liste der Baudenkmale in Wriezen ist für Biesdorf die Dorfkirche als einziges Baudenkmal aufgeführt.
- In der Liste der Bodendenkmale in Wriezen sind für Biesdorf zwei Bodendenkmale aufgeführt.
- In der Liste der Naturdenkmale im Landkreis Märkisch-Oderland ist für Biesdorf kein Naturdenkmal aufgeführt.